# Asternolaelaps
Asternolaelaps es un género de ácaros perteneciente a la familia Sejidae.

## Especies
Asternolaelaps Berlese, 1923
- Asternolaelaps australis Womersley & Domrow, 1959
- Asternolaelaps castrii Athias-Henriot, 1972
- Asternolaelaps fecundus Berlese, 1923
- Asternolaelaps nyhleni (Sellnick, 1953)
- Asternolaelaps putriligneus Kaczmarek, 1984
- Asternolaelaps querci Wisniewski & Hirschmann, 1984